# Taro Sekiguchi
Taro Sekiguchi (関口 太郎 Sekiguchi Tarō?, 5 de diciembre de 1975 en Fuchū (Tokio), Japón) es un piloto de motociclismo japonés. Fue campeón del MFJ All Japan Road Race GP250 en 2001 y Campeón Europeo de 250cc en 2003.

## Biografía
Sekiguchi debutó en el Campeonato del Mundo de Motociclismo en el Gran Premio de Japón de Motociclismo de 1999 de 250cc. Sufrió un grave accidente durante la carrera del Gran Premio de la República Checa de 2007 en Brno, donde chocó con Marco Simoncelli a toda velocidad y fue trasladado en helicóptero al hospital en Brno, donde los médicos confirmaron que se había fracturado la pelvis y dos costillas. Después de perder su moto, Sekiguchi volvió al Japón , al MFJ All Japan Road Race GP250 y después se trasladó al MFJ All Japan Road Race ST600 en 2009, antes de acabar en el MFJ All Japan Road Race J-GP2 Championship, donde acabó en 2011, 8.º en 2012, 12.º en 2013, 6.º en 2014 y 3.º en 2015. En 2016 Sekiguchi apareció otra vez en el Gran Premio de Japón de Motociclismo de 2016 de Moto2 con una wild card donde acabó 22.º.

## Resultados
Sistema de puntuación a partir de 1993.
| Posición | 1  | 2  | 3  | 4  | 5  | 6  | 7 | 8 | 9 | 10 | 11 | 12 | 13 | 14 | 15 |
| Puntos   | 25 | 20 | 16 | 13 | 11 | 10 | 9 | 8 | 7 | 6  | 5  | 4  | 3  | 2  | 1  |

(Carreras en negrita indica pole position, carreras en cursiva indica vuelta rápida)
| Año  | Cat.  | Moto    | 1       | 2       | 3       | 4      | 5       | 6      | 7      | 8       | 9      | 10      | 11      | 12     | 13     | 14      | 15      | 16      | 17     | Pos.  | Pts. |    |
| ---- | ----- | ------- | ------- | ------- | ------- | ------ | ------- | ------ | ------ | ------- | ------ | ------- | ------- | ------ | ------ | ------- | ------- | ------- | ------ | ----- | ---- | -- |
| 1999 | 250cc | Yamaha  | MAL -   | JPN Ret | ESP -   | FRA -  | ITA -   | CAT -  | NED -  | GBR -   | GER -  | CZE -   | IMO -   | VAL -  | AUS -  | RSA -   | BRA -   | ARG -   |        |       | NC   | 0  |
| 2000 | 250cc | Yamaha  | RSA -   | MAL -   | JPN 14  | ESP -  | FRA -   | ITA -  | CAT -  | NED -   | GBR -  | GER -   | CZE -   | POR -  | VAL -  | BRA -   | PAC -   | AUS -   |        |       | 35.º | 2  |
| 2001 | 250cc | Yamaha  | JPN 10  | RSA -   | ESP -   | FRA -  | ITA -   | CAT 13 | NED -  | GBR -   | GER -  | CZE 16  | POR Ret | VAL 17 | PAC 9  | AUS 12  | MAL -   | BRA -   |        |       | 22.º | 20 |
| 2002 | 250cc | Yamaha  | JPN Ret | RSA Ret | ESP 15  | FRA 12 | ITA Ret | CAT 16 | NED 17 | GBR 14  | GER 16 | CZE -   | POR -   | BRA -  | PAC -  | MAL -   | AUS -   | VAL -   |        |       | 29.º | 7  |
| 2004 | 250cc | Yamaha  | RSA 22  | ESP 15  | FRA 21  | ITA 21 | CAT 18  | NED 19 | BRA 20 | GER 17  | GBR 19 | CZE Ret | POR 17  | JPN 18 | QAT 13 | MAL Ret | AUS Ret | VAL Ret |        |       | 31.º | 4  |
| 2005 | 250cc | Aprilia | ESP -   | POR -   | CHN -   | FRA -  | ITA -   | CAT -  | NED -  | GBR Ret | GER 18 | CZE Ret | JPN 22  | MAL 10 | QAT 10 | AUS Ret | TUR Ret | VAL 15  |        |       | 21.º | 13 |
| 2006 | 250cc | Aprilia | ESP DNS | QAT -   | TUR -   | CHN -  | FRA -   | ITA -  | CAT -  | NED -   | GBR -  | GER -   | CZE 17  | MAL 13 | AUS 19 | JPN 18  | POR 18  | VAL 16  |        |       | 31.º | 3  |
| 2007 | 250cc | Aprilia | QAT Ret | ESP 17  | TUR Ret | CHN 14 | FRA 14  | ITA 15 | CAT 15 | GBR 13  | NED 12 | GER 16  | CZE DNS | RSM -  | POR -  | JPN -   | AUS 18  | MAL 18  | VAL 19 |       | 23.º | 13 |
| 2016 | Moto2 | TSR -   | QAT -   | ARG -   | AME -   | SPA -  | FRA -   | ITA -  | CAT -  | NED -   | GER -  | AUT -   | CZE -   | GBR -  | RSM -  | ARA -   | JPN 22  | AUS -   | MAL -  | VAL - | NC   | 0  |